# Hassan Bitmez
Hasan Bitmez (n. 15 decembrie 1969, Provincia Giresun, Turcia – d. 14 decembrie 2023, Ankara (il), Turcia) a fost un politician turc și membru al Marii Adunări Naționale a Turciei din partidul „Saadat”.

## Biografie
Hassan Bitmez s-a născut în orașul Alukra la 15 decembrie 1969. A studiat la școala religioasă Imam Hatip din Istanbul  și la Universitatea Al-Azhar (Egipt).
Bitmez a fost membru al partidului „Saadat ”, un mic partid islamist de opoziție care îl susține pe Kemal Kılıçdaroğlu, oponentul președintelui turc, Recep Tayyip Erdogan. Pe 12 decembrie 2023, în timpul Războiului între Israel și Hamas, el a ținut un discurs anti-Israel de la tribuna Parlamentului Turciei, în care l-a atacat pe Erdogan pentru continuarea relațiilor cu Israelul. El a urcat la tribună cu un banner pe care scria „Israelul ucide – Partidul Justiției și Dezvoltării cooperează”. În discursul său, el a amenințat că „Israelul va suferi de mânia lui Allah”. Imediat după aceea s-a prăbușit și s-a lovit cu capul de podea. A murit la Spitalul Municipal Ankara-Bilkent două zile mai târziu, cu o zi înainte de a împlini 54 de ani. Când a căzut, parlamentarii Partidului Justiției și Dezvoltării au strigat „aceasta este mânia lui Allah”. Bitmez a fost înmormântat în cimitirul Markazfendi din Istanbul. După moartea sa, grupul parlamentar „Saadat și Geljak” s-a desființat, deoarece nu a reușit să mențină numărul minim de 20 de parlamentari.
Hasan Bitmez este al patrulea parlamentar din istoria Turciei care a murit în timpul sau după un eveniment petrecut în Adunarea Națională. Era căsătorit și tatăl unei fiice.